# Festival de la Canción de Eurovisión 1983
El XXVIII Festival de la Canción de Eurovisión se celebró el 23 de abril de 1983 en Múnich, Alemania Occidental, y tuvo como ganadora a la representante de Luxemburgo, la francesa Corinne Hermès con el tema "Si la vie est cadeau", de Alain Garcia y Jean-Pierre Millers.
Esta era la primera vez en veintiocho años de existencia del Festival en que la República Federal de Alemania, país cofundador del certamen, lo organizaba en calidad de país ganador de la anterior edición, si bien Fráncfort del Meno ya había acogido la edición de 1957. 
La televisión estatal ARD escogió como sede del evento el recinto Rudi-Sedlmayer-Halle, en la actualidad conocido como Audi Dome. Se trataba de un pabellón deportivo con una capacidad máxima para 7200 espectadores, que había sido inaugurado con motivo de los Juegos Olímpicos de verano de 1972. 
Veinte países acudieron a la cita un año que vio el regreso de Francia, Grecia e Italia. En cambio, Irlanda no estuvo presente por primera vez desde su debut en 1965, debido a una huelga de los trabajadores del ente público RTÉ y a la consiguiente falta de presupuesto.
El escenario que la organización construyó con motivo del acontecimiento consistía en una plataforma semicircular a la que se accedía por unas escaleras laterales a uno y otro lado. La orquesta fue ubicada en primer plano, dentro del foso formado por el escenario. La parte frontal del decorado la componían tres filas de paneles cuadriculados compuestos por hileras de luces en horizontal y en vertical, que se encendían y apagaban en función del tema en concurso.
Como innovación técnica, cabe destacar la introducción del uso de micrófonos inalámbricos.
La presentadora en esta ocasión fue la bailarina y cantante Marlène Charell, quien tuvo la difícil tarea de conducir el programa, además de en inglés y en francés, en alemán, algo que le ocasionaría más de un traspié. Solo en el tiempo de las votaciones cometió más de trece equivocaciones derivadas de las dificultades con el uso reglamentario de los tres idiomas. Fue precisamente el empleo de tres lenguas uno de los factores que motivaron que el programa, que en un principio tenía que durar dos horas y cuarenta y cinco minutos, acabara alargándose hasta sobrepasar por primera vez las tres horas de duración. 
La retransmisión dio comienzo con unas imágenes del país anfitrión y de la ciudad de Múnich con acompañamiento musical de la orquesta, bajo la dirección del maestro Dieter Reith. Una vez en el interior del Rudi-Sedlmayer-Halle, la presentadora fue llamando uno a uno a los participantes al escenario, según el orden de actuación. Posteriormente, pronunció su discurso de bienvenida en los tres idiomas protocolarios, tras lo cual dio paso al primer participante.
La presentación de cada uno de los concursantes se llevó a cabo de un modo inusual. Ante la imposibilidad de poder realizar filmaciones como venía siendo tradición en Eurovisión, la televisión alemana se limitó a sobreimpresionar el nombre del país participante en las tres lenguas reglamentarias sobre una imagen del fondo del decorado. Los comentaristas de las distintas televisiones aprovechaban los cuarenta y cinco segundos que duraba esa secuencia estática para hacer sus respectivas presentaciones. Pasado ese tiempo, la realización ofrecía un plano de Marlène junto a un ramo de flores con los colores de la bandera del país correspondiente, cuya confección algunas fuentes (como el comentarista de la BBC) le atribuyeron a ella misma. La presentadora anunciaba entonces el país, el título de la canción, así como el nombre del artista, de los autores y del director de orquesta; todo, en los tres idiomas preceptivos. Se trataría pues de la presentación más rígida y ceremoniosa jamás habida en la historia del certamen y que, contrariamente a la idea presente en el imaginario colectivo, supondría una excepción y no la norma.  
En cuanto al número musical preparado por la organización para amenizar el intermedio previo a las votaciones, tuvo como protagonista a un cuadro de bailarines, que bajo el nombre de Song Contest Ballett ejecutó una coreografía al compás de melodías alemanas mundialmente conocidas, entre las cuales se encontraba "Strangers in the Night", compuesta por Bert Kaempfert. El número concluyó con una breve aparición en escena de la presentadora como integrante del cuadro de bailarines, dando paso acto seguido al recuento de votos.   
El núcleo del equipo técnico del programa estuvo formado por Rainer Bertram (dirección), Christian Hayer y Günther Lebram (producción ejecutiva), Hans Gailling y Marlies Frese (escenografía) y Dieter Reith (dirección musical). Por parte de la UER actuó como supervisor de la organización Frank Naef, quien hizo también las veces de escrutador durante el recuento de votos.   

## Países participantes

### Canciones y selección
| País y TV               | Título original de la canción | Artista                     | Proceso y fecha de selección             |
| País y TV               | Traducción al español         | Idiomas                     | Proceso y fecha de selección             |
| ----------------------- | ----------------------------- | --------------------------- | ---------------------------------------- |
| Alemania Occidental ARD | Rücksicht                     | Hoffmann & Hoffmann         | Ein lied für München 1983, 19-03-1983    |
| Alemania Occidental ARD | Consideración                 | Alemán                      | Ein lied für München 1983, 19-03-1983    |
| Austria ORF             | Hurricane                     | Westend                     | Final Nacional, 17-03-1983               |
| Austria ORF             | Huracán                       | Alemán                      | Final Nacional, 17-03-1983               |
| Bélgica BRT             | Rendez-vous                   | Pas de Deux                 | Eurosong 1983, 07-03-1983                |
| Bélgica BRT             | Cita                          | Neerlandés                  | Eurosong 1983, 07-03-1983                |
| Chipre CyBC             | I Agapi Akoma Zi              | Stavros & Constantina       | Elección Interna                         |
| Chipre CyBC             | El amor aún está vivo         | Griego                      | Elección Interna                         |
| Dinamarca DR            | Kloden drejer                 | Gry Johansen                | Dansk Melodi Grand-Prix 1983, 05-03-1983 |
| Dinamarca DR            | El planeta gira               | Danés                       | Dansk Melodi Grand-Prix 1983, 05-03-1983 |
| España TVE              | ¿Quién maneja mi barca?       | Remedios Amaya              | Elección Interna                         |
| España TVE              | -                             | Español                     | Elección Interna                         |
| Finlandia YLE           | Fantasiaa                     | Ami Aspelund                | Euroviisut 1983, 28-01-1983              |
| Finlandia YLE           | Fantasía                      | Finés                       | Euroviisut 1983, 28-01-1983              |
| Francia FT2             | Vivre                         | Guy Bonnet                  | Final Nacional, 20-03-1983               |
| Francia FT2             | Vivir                         | Francés                     | Final Nacional, 20-03-1983               |
| Grecia ERT              | Mou Les                       | Christie Stasinopoulou      | Final Nacional, 18-03-1983               |
| Grecia ERT              | Me hablas                     | Griego                      | Final Nacional, 18-03-1983               |
| Israel IBA              | Hi                            | Ofra Haza                   | Kdam Eurovision 1983                     |
| Israel IBA              | Viva                          | Hebreo                      | Kdam Eurovision 1983                     |
| Italia RAI              | Per Lucia                     | Riccardo Fogli              | Elección Interna                         |
| Italia RAI              | Para Lucía                    | Italiano                    | Elección Interna                         |
| Luxemburgo CLT          | Si la vie est cadeau          | Corinne Hermès              | Elección Interna                         |
| Luxemburgo CLT          | Si la vida fuera un regalo    | Francés                     | Elección Interna                         |
| Noruega NRK             | Do Re Mi                      | Jahn Teigen                 | Melodi Grand Prix 1983, 25-01-1983       |
| Noruega NRK             | -                             | Noruego                     | Melodi Grand Prix 1983, 25-01-1983       |
| Países Bajos NOS        | Sing Me a Song                | Bernadette                  | Nationaal Songfestival 1983, 23-02-1983  |
| Países Bajos NOS        | Cántame una canción           | Neerlandés                  | Nationaal Songfestival 1983, 23-02-1983  |
| Portugal RTP            | Esta balada que te dou        | Armando Gama                | Festival da Canção 1983, 05-03-1983      |
| Portugal RTP            | Esta balada que te doy        | Portugués                   | Festival da Canção 1983, 05-03-1983      |
| Reino Unido BBC         | I'm Never Giving Up           | Sweet Dreams                | A Song for Europe, 24-03-1983            |
| Reino Unido BBC         | Nunca me voy a rendir         | Inglés                      | A Song for Europe, 24-03-1983            |
| Suecia SVT              | Främling                      | Carola Häggkvist            | Melodifestivalen 1983, 26-02-1983        |
| Suecia SVT              | Extraño                       | Sueco                       | Melodifestivalen 1983, 26-02-1983        |
| Suiza SSR SRG           | Io così non ci sto            | Mariella Farré              | Final Nacional, 26-03-1983               |
| Suiza SSR SRG           | Así no me gusta               | Italiano                    | Final Nacional, 26-03-1983               |
| Turquía TRT             | Opera                         | Çetin Alp & The Short Waves | Final Nacional, 04-03-1983               |
| Turquía TRT             | Ópera                         | Turco                       | Final Nacional, 04-03-1983               |
| Yugoslavia JRT          | Džuli                         | Danijel                     | Pjesma Eurovizije 1983, 04-03-1983       |
| Yugoslavia JRT          | Julie                         | Croata                      | Pjesma Eurovizije 1983, 04-03-1983       |

## Resultados
| #  | País                | Intérprete(s)               | Canción                   | Lugar | Puntos |
| -- | ------------------- | --------------------------- | ------------------------- | ----- | ------ |
| 01 | Francia             | Guy Bonnet                  | «Vivre»                   | 8     | 56     |
| 02 | Noruega             | Jahn Teigen                 | «Do Re Mi»                | 10    | 53     |
| 03 | Reino Unido         | Sweet Dreams                | «I'm never giving up »    | 6     | 79     |
| 04 | Suecia              | Carola Häggkvist            | «Främling»                | 3     | 126    |
| 05 | Italia              | Riccardo Fogli              | «Per Lucia»               | 11    | 41     |
| 06 | Turquía             | Çetin Alp & The Short Waves | «Opera»                   | 19    | 0      |
| 07 | España              | Remedios Amaya              | «¿Quién maneja mi barca?» | 19    | 0      |
| 08 | Suiza               | Mariella Farré              | «Io così non ci sto »     | 15    | 28     |
| 09 | Finlandia           | Ami Aspelund                | «Fantasiaa»               | 11    | 41     |
| 10 | Grecia              | Christie Stassinopoulou     | «Mou les»                 | 14    | 32     |
| 11 | Países Bajos        | Bernadette                  | «Sing me a song»          | 7     | 66     |
| 12 | Yugoslavia          | Danijel Popović             | «Džuli»                   | 4     | 125    |
| 13 | Chipre              | Stavros & Constantina       | «I agapi akoma zi»        | 16    | 26     |
| 14 | Alemania Occidental | Hoffmann & Hoffmann         | «Rücksicht»               | 5     | 94     |
| 15 | Dinamarca           | Gry Johansen                | «Kloden drejer»           | 17    | 16     |
| 16 | Israel              | Ofra Haza                   | «Hi»                      | 2     | 136    |
| 17 | Portugal            | Armando Gama                | «Esta balada que te dou»  | 13    | 33     |
| 18 | Austria             | Westend                     | «Hurricane»               | 9     | 53     |
| 19 | Bélgica             | Pas de Deux                 | «Rendez-vous»             | 18    | 13     |
| 20 | Luxemburgo          | Corinne Hermès              | «Si la vie est cadeau»    | 1     | 142    |

## Votaciones

### Sistema de votación
Cada país contaba con un jurado nacional compuesto por once personas de edades comprendidas entre los 16 y los 60 años. Ninguna de ellas podía tener conexión profesional alguna con el mundo de la música, en un intento de reflejar el voto del espectador medio europeo. Cada miembro puntuaba a todas y cada una de las canciones concursantes - excepción hecha de la que representaba a su propio país - con una calificación de entre 1 y 5. El presidente o la presidenta del jurado recopilaba y sumaba esas calificaciones y, bajo supervisión notarial, ordenaba las diez canciones con mayor número de votos, asignando 12 puntos a la canción más votada, 10 a la segunda, 8 a la tercera, y así sucesivamente hasta 1 punto a la décima con mayor número de votos. De este modo quedaba conformada la votación definitiva que luego la persona con la función de portavoz leía públicamente por vía telefónica durante el tiempo de las votaciones.
Aun cuando el veredicto se basara en la actuación en directo, el reglamento recogía que los jurados debían visionar con antelación los videoclips de todas las canciones para familiarizarse con los temas en concurso.

### Jurado español
El jurado español, reunido por primera vez en el estudio A-4 de Torrespaña, fue presentado por Cristina García Ramos y sus integrantes fueron la auxiliar administrativo del Ministerio de Hacienda María del Carmen Campos, el economista Luis Fernando Reyes, la azafata Paloma Pérez, el industrial Bautista Serra, la estudiante María Rosario Cano, el estudiante Marcial Pereira, el ama de casa Gloria Moro, la actriz Virginia Mataix, el profesor de EGB Adelardo Cano, el taxista Antonio Hipólito Romero y el atleta Antonio Prieto. Actuó como presidente Enrique Nicanor, realizador, el secretario fue Francisco Hortelano y el notario fue Francisco Javier Alfaro.

### Desarrollo de las votaciones
El jurado francés, primero en emitir su voto, posicionó a Luxemburgo en cabeza, tras lo cual el tema anfitrión pasó a liderar la tabla hasta una vez concluida la votación del quinto jurado. De ahí en adelante, el tema "Si la vie est cadeau" ostentaría en todo momento la primera posición. Con esta victoria, Luxemburgo igualó las cinco que Francia tenía ya en su haber, convirtiéndose así en los dos países con mejor palmarés hasta aquella fecha.
En la parte baja de la clasificación, Turquía y España no llegaron a estrenar su marcador, siendo esta la primera edición, desde la implantación en 1975 del sistema de votación vigente, en la que dos países compartieron el último lugar con cero votos.

### Tabla de votos
|                                      |                     | Jurados                 |                   |                   |                    |                   |                  |                      |                   |                             |                       |                   |                                |                      |                   |                     |                    |                    |                       |    |    |
| Bandera de Francia                   | Bandera de Noruega  | Bandera del Reino Unido | Bandera de Suecia | Bandera de Italia | Bandera de Turquía | Bandera de España | Bandera de Suiza | Bandera de Finlandia | Bandera de Grecia | Bandera de los Países Bajos | Bandera de Yugoslavia | Bandera de Chipre | Bandera de Alemania Occidental | Bandera de Dinamarca | Bandera de Israel | Bandera de Portugal | Bandera de Austria | Bandera de Bélgica | Bandera de Luxemburgo |    |    |
| Participantes                        | Francia             |                         | 3                 | 0                 | 0                  | 10                | 0                | 0                    | 10                | 6                           | 7                     | 2                 | 3                              | 4                    | 4                 | 0                   | 1                  | 3                  | 0                     | 0  | 3  |
| Participantes                        | Noruega             | 0                       |                   | 5                 | 3                  | 0                 | 6                | 0                    | 0                 | 0                           | 0                     | 8                 | 0                              | 0                    | 1                 | 8                   | 4                  | 6                  | 3                     | 7  | 2  |
| Participantes                        | Reino Unido         | 5                       | 5                 |                   | 12                 | 2                 | 5                | 0                    | 8                 | 0                           | 5                     | 5                 | 0                              | 6                    | 3                 | 5                   | 0                  | 2                  | 10                    | 0  | 6  |
| Participantes                        | Suecia              | 6                       | 12                | 8                 |                    | 8                 | 7                | 2                    | 5                 | 10                          | 10                    | 3                 | 1                              | 7                    | 12                | 10                  | 8                  | 4                  | 8                     | 5  | 0  |
| Participantes                        | Italia              | 7                       | 0                 | 0                 | 2                  |                   | 4                | 3                    | 0                 | 1                           | 2                     | 0                 | 8                              | 1                    | 0                 | 0                   | 6                  | 7                  | 0                     | 0  | 0  |
| Participantes                        | Turquía             | 0                       | 0                 | 0                 | 0                  | 0                 |                  | 0                    | 0                 | 0                           | 0                     | 0                 | 0                              | 0                    | 0                 | 0                   | 0                  | 0                  | 0                     | 0  | 0  |
| Participantes                        | España              | 0                       | 0                 | 0                 | 0                  | 0                 | 0                |                      | 0                 | 0                           | 0                     | 0                 | 0                              | 0                    | 0                 | 0                   | 0                  | 0                  | 0                     | 0  | 0  |
| Participantes                        | Suiza               | 0                       | 1                 | 0                 | 0                  | 7                 | 0                | 1                    |                   | 0                           | 0                     | 0                 | 7                              | 0                    | 0                 | 0                   | 0                  | 0                  | 6                     | 1  | 5  |
| Participantes                        | Finlandia           | 1                       | 2                 | 6                 | 0                  | 0                 | 3                | 0                    | 4                 |                             | 8                     | 0                 | 0                              | 0                    | 7                 | 0                   | 7                  | 0                  | 2                     | 0  | 1  |
| Participantes                        | Grecia              | 3                       | 0                 | 0                 | 0                  | 0                 | 0                | 12                   | 0                 | 5                           |                       | 0                 | 0                              | 12                   | 0                 | 0                   | 0                  | 0                  | 0                     | 0  | 0  |
| Participantes                        | Países Bajos        | 2                       | 7                 | 1                 | 6                  | 4                 | 2                | 0                    | 12                | 3                           | 0                     |                   | 5                              | 5                    | 2                 | 4                   | 3                  | 0                  | 4                     | 2  | 4  |
| Participantes                        | Yugoslavia          | 0                       | 8                 | 12                | 0                  | 1                 | 12               | 10                   | 0                 | 12                          | 6                     | 7                 |                                | 8                    | 6                 | 12                  | 10                 | 0                  | 1                     | 12 | 8  |
| Participantes                        | Chipre              | 0                       | 4                 | 0                 | 0                  | 0                 | 0                | 0                    | 1                 | 0                           | 0                     | 0                 | 6                              |                      | 5                 | 1                   | 5                  | 0                  | 0                     | 4  | 0  |
| Participantes                        | Alemania occidental | 10                      | 10                | 7                 | 8                  | 6                 | 0                | 0                    | 2                 | 4                           | 1                     | 10                | 0                              | 0                    |                   | 3                   | 0                  | 8                  | 7                     | 6  | 12 |
| Participantes                        | Dinamarca           | 0                       | 0                 | 2                 | 7                  | 0                 | 1                | 4                    | 0                 | 0                           | 0                     | 0                 | 0                              | 2                    | 0                 |                     | 0                  | 0                  | 0                     | 0  | 0  |
| Participantes                        | Israel              | 8                       | 6                 | 10                | 5                  | 3                 | 0                | 6                    | 7                 | 7                           | 3                     | 12                | 10                             | 0                    | 10                | 7                   |                    | 10                 | 12                    | 10 | 10 |
| Participantes                        | Portugal            | 4                       | 0                 | 0                 | 1                  | 0                 | 0                | 5                    | 6                 | 2                           | 0                     | 6                 | 2                              | 0                    | 0                 | 0                   | 0                  |                    | 0                     | 0  | 7  |
| Participantes                        | Austria             | 0                       | 0                 | 3                 | 4                  | 5                 | 10               | 0                    | 0                 | 0                           | 4                     | 4                 | 4                              | 3                    | 0                 | 6                   | 2                  | 5                  |                       | 3  | 0  |
| Participantes                        | Bélgica             | 0                       | 0                 | 4                 | 0                  | 0                 | 0                | 8                    | 0                 | 0                           | 0                     | 0                 | 0                              | 0                    | 0                 | 0                   | 0                  | 1                  | 0                     |    | 0  |
| Participantes                        | Luxemburgo          | 12                      | 0                 | 0                 | 10                 | 12                | 8                | 7                    | 3                 | 8                           | 12                    | 1                 | 12                             | 10                   | 8                 | 2                   | 12                 | 12                 | 5                     | 8  |    |
| LA TABLA ESTÁ ORDENADA POR APARICIÓN |                     |                         |                   |                   |                    |                   |                  |                      |                   |                             |                       |                   |                                |                      |                   |                     |                    |                    |                       |    |    |

### Máximas puntuaciones
Tras la votación los países que recibieron 12 puntos (máxima puntuación que podía otorgar el jurado) fueron:
| N. | A                   | De                                                    |
| -- | ------------------- | ----------------------------------------------------- |
| 6  | Luxemburgo          | Francia, Italia, Grecia, Yugoslavia, Israel, Portugal |
| 5  | Yugoslavia          | Reino Unido, Turquía, Finlandia, Dinamarca, Bélgica   |
| 2  | Grecia              | España, Chipre                                        |
| 2  | Israel              | Países Bajos, Austria                                 |
| 2  | Suecia              | Noruega, Alemania Occidental                          |
| 1  | Alemania Occidental | Luxemburgo                                            |
| 1  | Países Bajos        | Suiza                                                 |
| 1  | Reino Unido         | Suecia                                                |

## Canciones de Eurovisión en TVE
De acuerdo con el reglamento de la UER de la época, las distintas televisiones participantes debían emitir los videoclips de las canciones en concurso con anterioridad a la celebración del certamen. Este año TVE presentó los previos en tres tandas que fueron emitidas en la Primera Cadena los días 13, 14 y 15 de abril alrededor de las cinco de la tarde.